# Kawasaki Heavy Industries
Das Unternehmen Kawasaki Heavy Industries (kurz Kawasaki, Abkürzung KHI; jap. 川崎重工業株式会社 Kawasaki Jūkōgyō Kabushiki-gaisha) ist ein japanischer Schwerindustrie-Konzern, gelistet im Nikkei 225. Der Hauptsitz befindet sich in Kōbe, Hyōgo, Japan.

## Geschäftsbereiche
Der Konzern gliedert sich in die Hauptbereiche Schiffbau, Luft- und Raumfahrttechnik, Fahrzeugbau (Eisenbahnen, Baufahrzeuge, Motorräder), Hoch- und Tiefbau, sowie Maschinen- und Energieanlagenbau (Roboter, Gepäckförderanlagen, Gasturbinen, Windenergieanlagen). Außerhalb Japans ist Kawasaki vor allem durch die Motorradherstellung bekannt.

## Geschichte

### 19. Jahrhundert

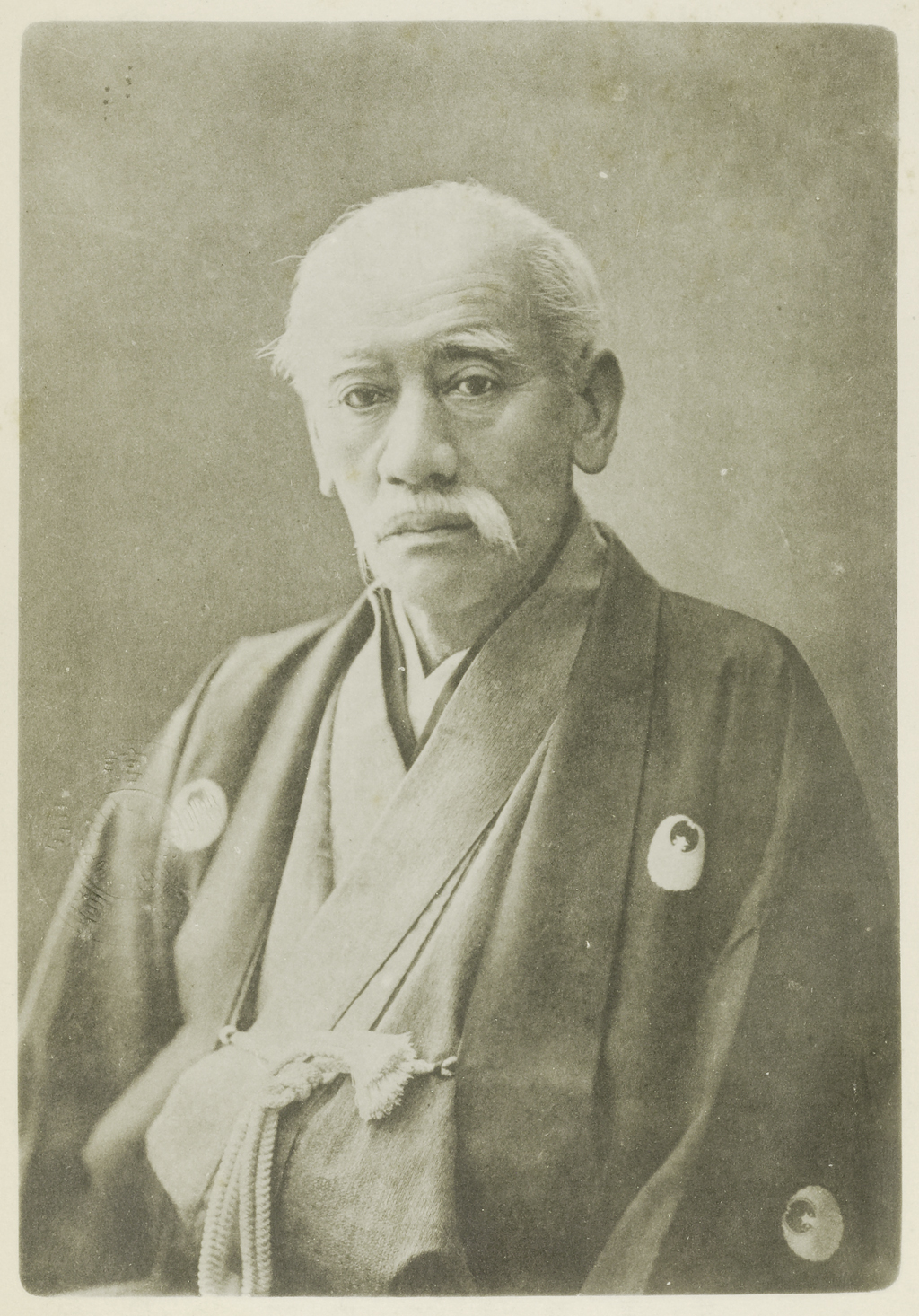
Kawasaki Shōzō – Gründer des Unternehmens

Der Ursprung des Unternehmens geht auf die Gründung der Kawasaki Tsukiji-Werft (川崎築地造船所) in Tokio durch Kawasaki Shōzō im Jahr 1878 zurück. Diese Gründung wurde maßgeblich durch den Finanzminister und späteren Premierminister Matsukata Masayoshi unterstützt. Ziel des Unternehmens war es, westliche Schiffsbauweisen zu etablieren und die Modernisierung Japans voranzutreiben. Aufgrund der starken Nachfrage stieß die Werft in Tokio rasch an ihre Kapazitätsgrenzen, weshalb Kawasaki 1881 eine zweite Werft in Kobe errichten ließ. Am 15. Oktober 1896 wurden diese beiden Werften dann zur Kawasaki Dockyard Company fusioniert, wobei Matsukata Kōjirō, der dritte Sohn von Matsukata Masayoshi, zum ersten Präsidenten ernannt wurde.

### Um die Jahrhundertwende
Um die Jahrhundertwende stieg die Nachfrage nach neuen Schiffen und Schiffsreparaturen in Japan weiter an, was auf die Industrialisierung des Landes sowie auf die militärischen Konflikte wie den Ersten Japanisch-Chinesische Krieg und später den Russisch-Japanischen Krieg zurückzuführen war. Kawasaki profitierte von dieser gesteigerten Nachfrage und konnte in den folgenden Jahren weiter expandieren.
Präsident Matsukata strebte neben dem Schiffsbau auch die Diversifizierung in andere Geschäftsfelder an. Die Herstellung von Schienenfahrzeugen erschien ihm besonders vielversprechend, da die Regierung plante, das Eisenbahnnetz des Landes auszubauen und bisher viele Schienenfahrzeuge importiert werden mussten. Daher ließ er 1906 in Kobe ein neues Werk für die Schienenfahrzeugherstellung errichten. Ein Jahr später begann dort die Produktion von Eisenbahnwagen, gefolgt von Lokomotiven ab 1911.

### Zwischenkriegszeit und Zweiter Weltkrieg
Mit dem Ende des Ersten Weltkrieges und der darauf folgenden Rezession ging die Nachfrage nach Schiffen erheblich zurück. Kawasaki geriet dadurch in ernste wirtschaftliche Schwierigkeiten und war gezwungen auf andere Geschäftsfelder umzuschwenken. In den folgenden Jahren konzentrierte sich Kawasaki auf den Stahlbau und begann auch mit der Entwicklung von Flugzeugen. Denn Präsident Matsukata war beeindruckt von den Fortschritten, die der Flugzeugbau im Ersten Weltkrieg gemacht hatte und sah darin eine große Chance für sein Unternehmen. Parallel dazu startete Kawasaki 1918 auch mit der Produktion von Lastkraftwagen für die japanische Armee. Bereits ein Jahr später wurde die Automobilproduktion jedoch wieder eingestellt, um den Fokus auf den Flugzeugbau zu verlagern.
Gerade als die Umstrukturierungen Wirkung zeigten und sich das Unternehmen erholte, ereignete sich die Weltwirtschaftskrise. Kawasaki geriet erneut in wirtschaftliche Schieflage und musste 1931 sogar Insolvenz anmelden. Eine anschließende Sanierung führte das Unternehmen wieder auf den Weg der Besserung. Dabei war die 1931 ausgebrochene Mandschurei-Krise hilfreich, da sie die Nachfrage des japanischen Militärs nach Flugzeugen erhöhte.
Mit Ausbruch des Pazifikkrieges verstärkte sich die staatliche Kontrolle über Kawasaki. Die Anfang der 1930er Jahre wieder aufgenommene Automobilproduktion wurde 1942 nach rund 4000 hergestellten Fahrzeugen auf Anordnung der Regierung gänzlich eingestellt. Das Unternehmen musste nun fast ausschließlich Rüstungsgüter und Stahl produzieren. Dabei verschlechterten sich die Bedingungen zunehmend. Gegen Ende des Jahres 1944 nahmen die Luftangriffe auf die Produktionsstätten von Kawasaki zu und bis zur Kapitulation Japans am 2. September 1945 waren große Teile der Anlagen komplett zerstört.

### Nachkriegsjahrzehnte
| Präsident                      | Zeitraum  |
| ------------------------------ | --------- |
| Matsukata Kōjirō (松方幸次郎)  | 1896–1928 |
| Fusajiro Kajima (鹿島房次郎)   | 1928–1932 |
| Hachisaburo Hirao (平生釟三郎) | 1933–1935 |
| Shosuke Itani (鋳谷正輔)       | 1935–1946 |
| Toshio Tezuka (手塚敏雄)       | 1950–1961 |
| Masashi Isano (砂野仁)         | 1961–1969 |
| Kiyoshi Yotsumoto (四本潔)     | 1969–1977 |
| Zenji Umeda (梅田善司)         | 1977–1981 |
| Kenkō Hasegawa (長谷川謙浩)    | 1981–1987 |
| Hiroshi Ōhba (大庭浩)          | 1987–1997 |
| Toshio Kamei (亀井俊郎)        | 1997–2000 |
| Masamoto Tazaki (田﨑雅元)     | 2000–2005 |
| Tadaharu Ohashi (大橋忠晴)     | 2005–2009 |
| Satoshi Hasegawa (長谷川聡)    | 2009–2013 |
| Shigeru Murayama (村山滋)      | 2013–2016 |
| Yoshinori Kanehana (金花芳則)  | 2016–2020 |
| Yasuhiko Hashimoto (橋本康彦)  | seit 2020 |

Nach dem Krieg wurde Kawasaki als Zaibatsu-Unternehmen eingestuft. Dies hatte zur Folge, dass viele Führungskräfte zurücktreten mussten und eine Umstrukturierung erforderlich wurde. Anschließend konzentrierte sich das Unternehmen auf den Schiffbau, da mit dem Aufschwung der Weltwirtschaft auch der Bedarf nach neuen Schiffen wuchs. Neben dem Schiffbau widmete sich Kawasaki dem Bau von Dieselmotoren und Hydrauliksystemen.
1969 fusionierten die bisher bestehenden Geschäftsbereiche zur Kawasaki Heavy Industries, um die internationale Wettbewerbsfähigkeit zu stärken und ein umfassendes Schwermaschinenbauunternehmen zu etablieren. Anschließend eröffnete Kawasaki ein zentrales Forschungsinstitut und führte mehrere neue Produkte (wie beispielsweise Motorräder, Jetski, Radlader sowie Industrieroboter) ein.
Nach der ersten Ölkrise 1973 erlebte die Schiffbausparte einen dramatischen Rückgang der Aufträge. Um gegenzusteuern, ergriff das Unternehmen harte Sparmaßnahmen und führte Umstrukturierungen durch. Kawasaki setzte unter anderem auf den Energiesektor (Kraftwerkstechnik) und entwickelte zudem Japans ersten Flüssiggastanker. Auch bei der Industrierobotik wurden Fortschritte erzielt.
Um der anhaltenden Rezession zu entkommen, bemühte sich Kawasaki Anfang der 1980er Jahre intensiv um Aufträge für Großanlagen im Ausland. Dies führte aufgrund des Ersten Golfkriegs und der wirtschaftliche Abschwächung in den Vereinigten Staaten allerdings nicht zum Erfolg. Erst durch einschneidende Maßnahmen erzielte Kawasaki 1985 wieder Gewinne. Durch die mit dem Plaza-Abkommen verbundene Aufwertung des Yen geriet das Unternehmen erneut unter Druck und fokussierte sich auf die inländische Nachfrage und wachstumsträchtige Geschäftsbereiche. Gleichzeitig wurden weitere Restrukturierungsmaßnahmen vorgenommen und die Mitarbeiterzahl von 21.500 auf 17.000 bis Ende 1987 reduziert. Damit gelang es die wirtschaftliche Lage des Unternehmens im Laufe der 1990er Jahre wieder zu verbessern und Gewinne zu erwirtschaften.

### 21. Jahrhundert
Nach der Jahrtausendwende konnte Kawasaki seine Gewinne zunächst weiter steigern. Mit dem Eintritt der globalen Finanzkrise im Jahr 2008 verschlechterte sich die Geschäftslage und Kawasaki musste mehrere Tochtergesellschaften reintegrieren. Anschließend expandierte das Unternehmen mit neuen Produktions- und Vertriebsstandorten in China, Südostasien, Brasilien und Indien. Ab dem Geschäftsjahr 2013 verzeichnete Kawasaki wieder steigende Aufträge und wachsende Umsätze und Gewinne. Mitte des Jahrzehnts wurde der Fokus auf wachstumsträchtige Bereiche wie Luftfahrtsysteme, Energie und Robotik gelegt.
Mit der globalen Ausbreitung von COVID-19 im Jahre 2020 kam es zu erheblichen Beeinträchtigungen der Geschäftstätigkeit und der Lieferketten, was zu massiv sinkenden Aufträgen insbesondere im Luftfahrt-Geschäftsbereich sowie zu Umsatz- und Gewinnrückgängen im Geschäftsjahr 2020 führte. Um in dieser Zeit ausreichende Erträge zu erwirtschaften, konzentrierte sich Kawasaki auf die Herstellung von Hydraulik-Komponenten, Motorrädern, Jetski und Quads. Mit Abschwächung der Pandemie erholte sich der Luftfahrt-Geschäftsbereich und erreichte bis Ende 2023 wieder das Vor-Pandemie-Niveau.

## Ehemalige und aktuelle Produkte

### Automobile

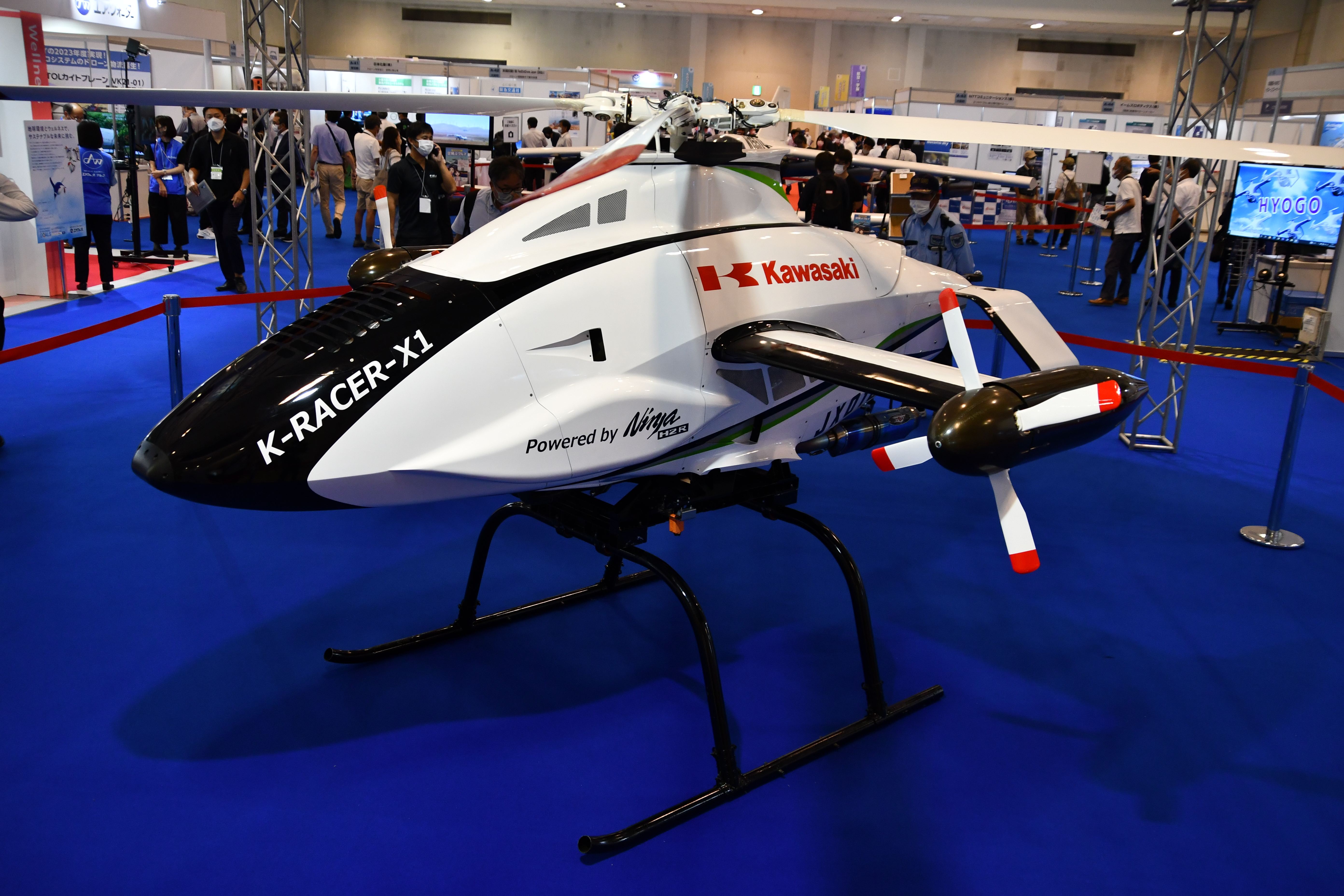
Kawasaki K-RACER-X1 Drohne auf der Kobe International Exhibition 2022

Zwischen 1932 und 1942 stellte die Abteilung Kawasaki Rolling Stock Manufacturing Company über 4000 Lastkraftwagen her. Andere Quellen geben die Bauzeit mit 1931 bis 1942 an. Dazu kamen Omnibusse. Außerdem entstanden von 1932 bis etwa 1935 zehn Personenkraftwagen als Limousine und Tourenwagen, die als Rokko vermarktet wurden und einen Achtzylindermotor mit 4738 cm³ Hubraum hatten. Eine andere Quelle nennt für die Pkw sowohl 4891 cm³ Hubraum mit 66 PS als auch 5071 cm³ Hubraum mit 90 bis 100 PS. Sie hatten Frontmotor und Hinterradantrieb. Bauzeitraum war von 1931 bis 1942.

### Drohnen
- K-RACER-X1

- K-RACER-X2

### Flugzeuge

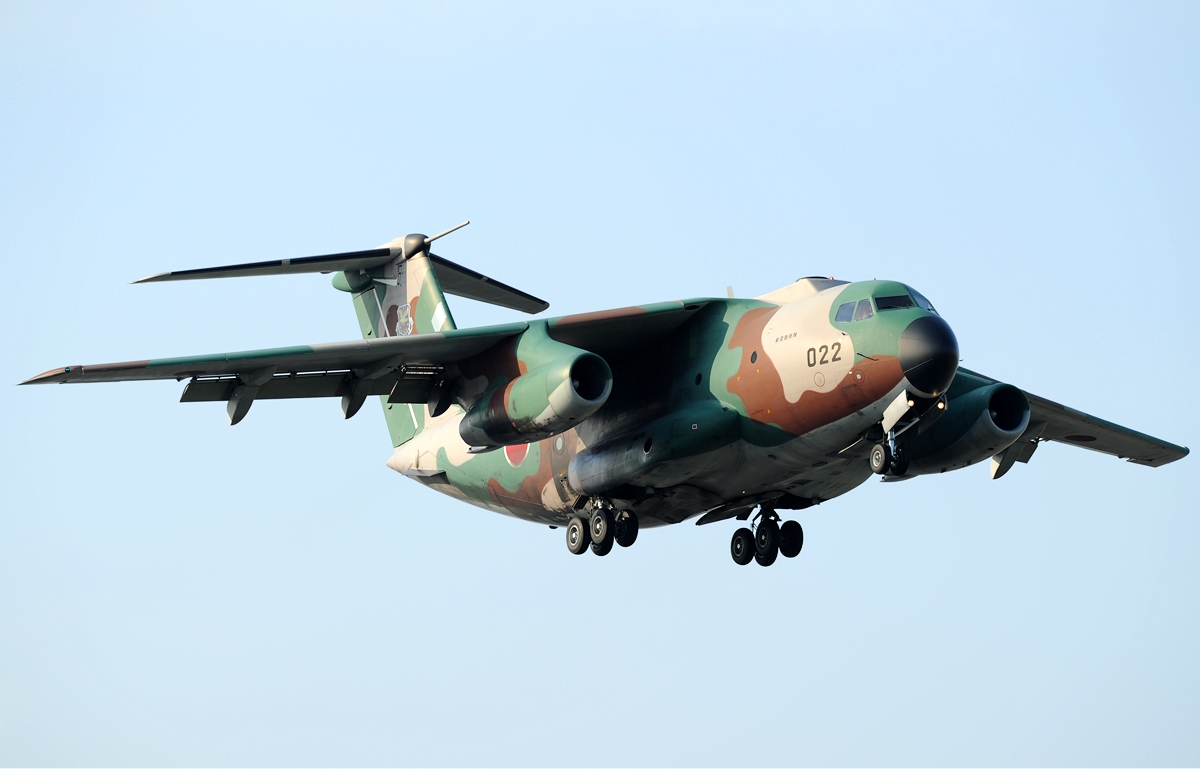
Kawasaki C-1 der Japanischen Luftselbstverteidigungsstreitkräfte

Flugzeuge für den militärischen Flugverkehr werden von Kawasaki Heavy Industries hergestellt. Kawasaki ist/war Teil der gemeinsamen Entwicklung und Produktion der Boeing 777, Boeing 787, Embraer 170, ShinMaywa US-2 und Mitsubishi F-2.

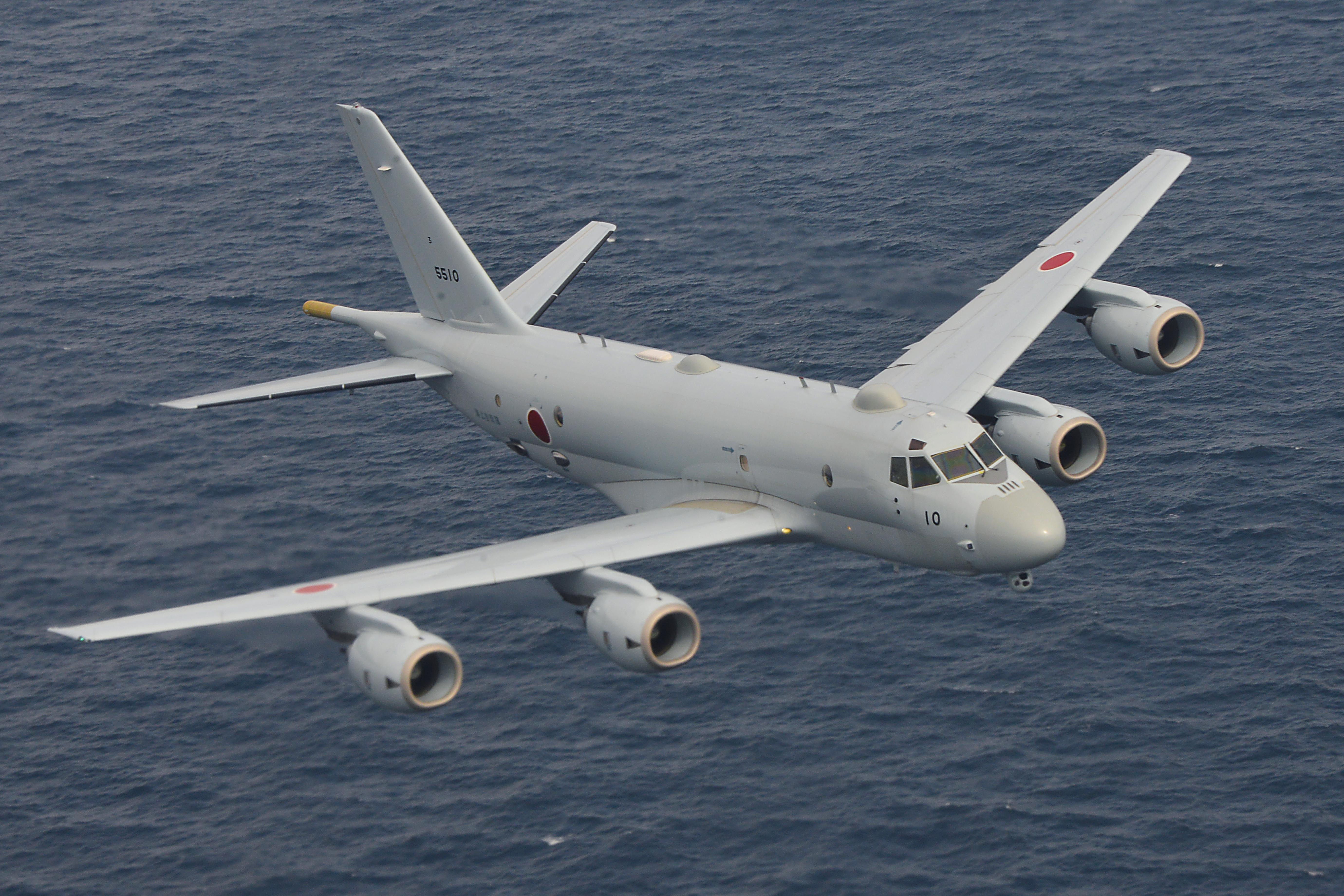
Seeaufklärer Kawasaki P-1

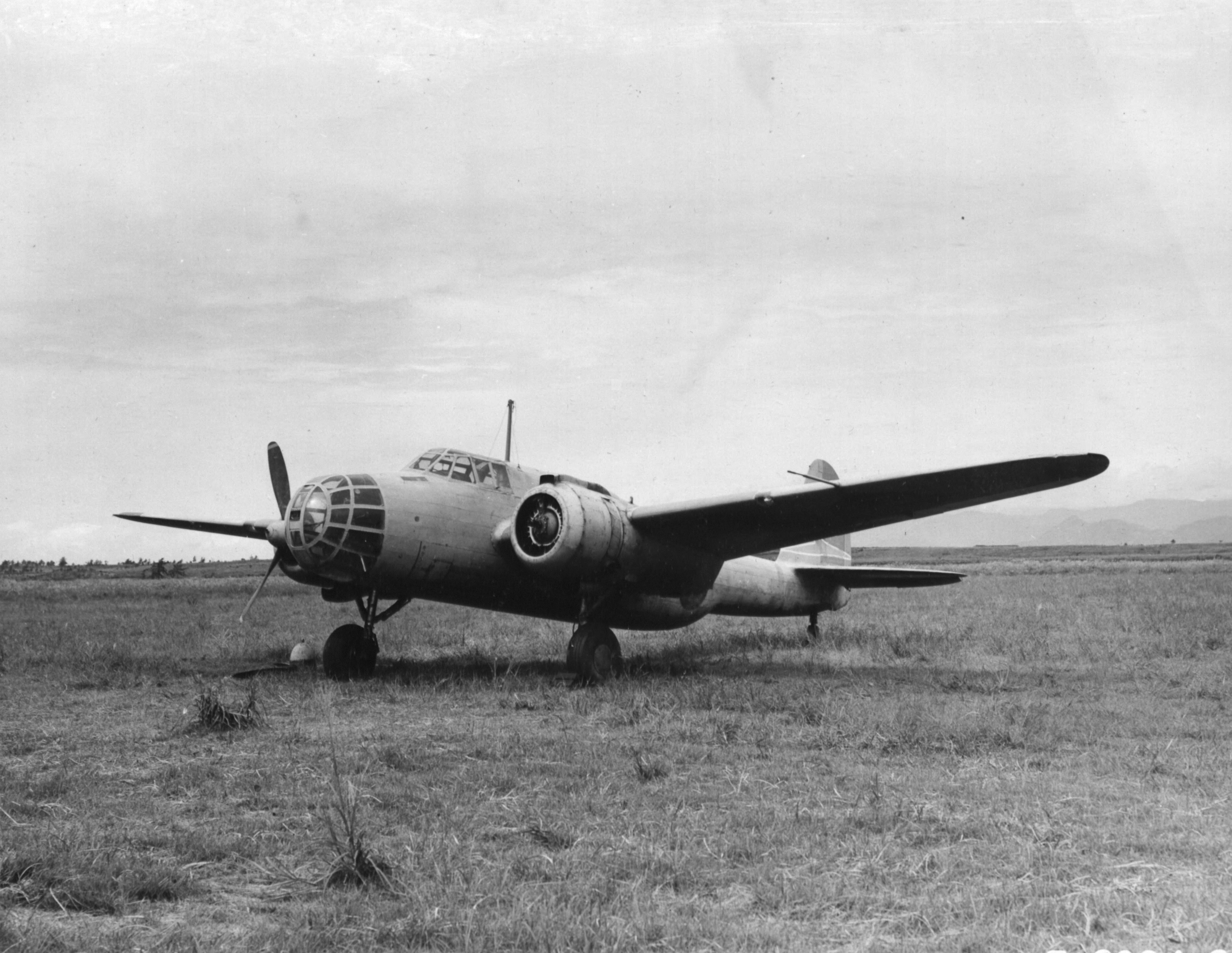
Kawasaki-Ki-48 nach japanischer Kapitulation

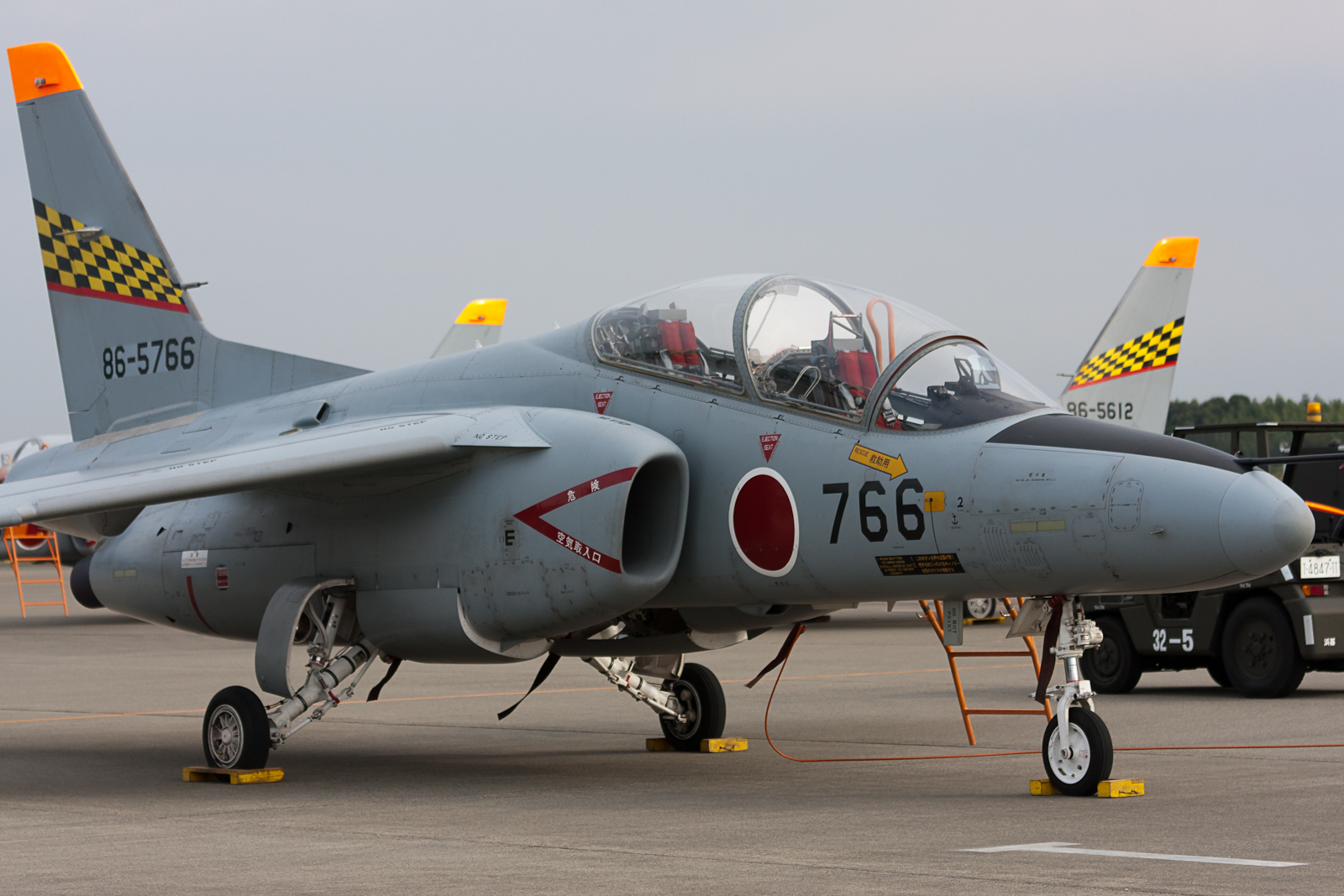
Kawasaki T-4 Trainingsmaschine

In Lizenz baut Kawasaki Heavy Industries den Boeing-Vertol CH-47 für Japan als CH-47J.
→ Kategorie: Kawasaki-Luftfahrzeuge
| Model           | Produktionszeitraum |
| --------------- | ------------------- |
| Kawasaki C-1    | 1974–1981           |
| Kawasaki C-2    | ab 2016             |
| Kawasaki C-5    |                     |
| Kawasaki KDA-3  |                     |
| Kawasaki KDA-5  |                     |
| Kawasaki KDC-2  |                     |
| Kawasaki KAL-1  |                     |
| Kawasaki KAL-2  |                     |
| Kawasaki KAT-1  |                     |
| Kawasaki KAQ-1  |                     |
| Kawasaki Ki-3   |                     |
| Kawasaki Ki-5   |                     |
| Kawasaki Ki-10  |                     |
| Kawasaki Ki-100 |                     |
| Kawasaki Ki-102 |                     |
| Kawasaki Ki-28  | 1936                |
| Kawasaki Ki-32  |                     |
| Kawasaki Ki-45  |                     |
| Kawasaki Ki-48  |                     |
| Kawasaki Ki-56  |                     |
| Kawasaki Ki-61  |                     |
| Kawasaki Ki-64  |                     |
| Kawasaki Ki-78  |                     |
| Kawasaki Ki-88  |                     |
| Kawasaki Ki-91  |                     |
| Kawasaki Ki-96  |                     |
| Kawasaki Ki-100 |                     |
| Kawasaki Ki-102 |                     |
| Kawasaki P-1    | ab 2013             |
| Kawasaki P-2J   | 1969–1996           |
| Kawasaki P-3C   |                     |
| Kawasaki T-4    | ab 1988             |
| Kawasaki T-33   |                     |
| Kawasaki Typ 88 |                     |

### Helikopter
Hier eine Liste aller von Kawasaki Heavy Industries produzierten Helikopter:
| Model               | Produktionszeitraum | Bemerkung |
| ------------------- | ------------------- | --- |
| Boeing CH-47J/JA    | ab 1961             | In Lizenz für Boeing produziert |
| Kawasaki KH-4       | 1952                | |
| Kawasaki OH-1       | ab 1999             | |
| MBB/Kawasaki BK 117 | ab 1979             | Produziert in Zusammenarbeit mit MBB, später Airbus Helicopters |

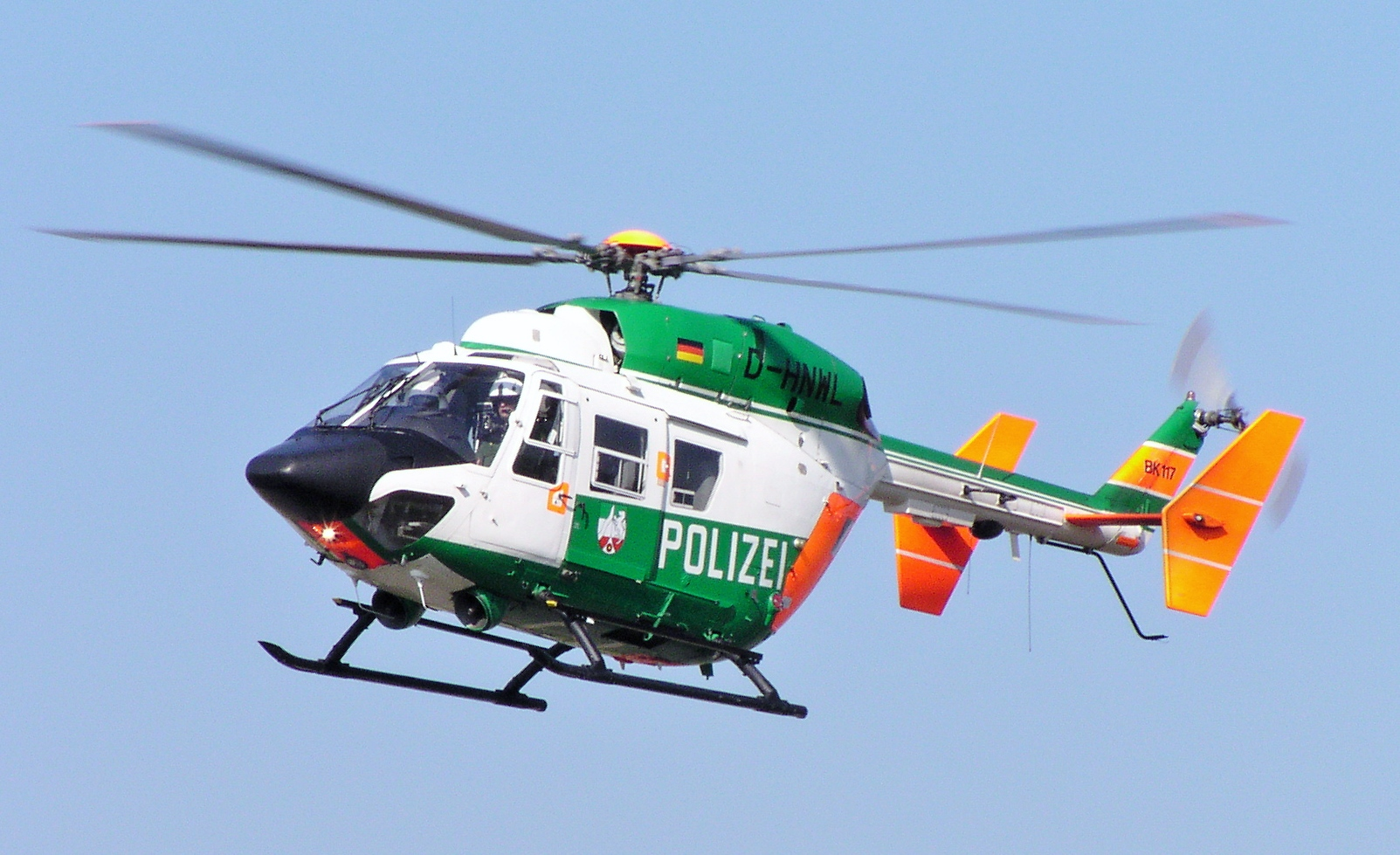
BK 117 B2 der Polizei Nordrhein-Westfalen

| MCH/CH-101          | ab 1990             | Als AW101 bzw. EH101 bei AgustaWestland produziert, es wurde eine Transport- und Minenräumversion von Kawasaki als CH-101 bzw. MCH-101 (AW101 Series 518) hergestellt. Auch als KHI-101 bekannt. |

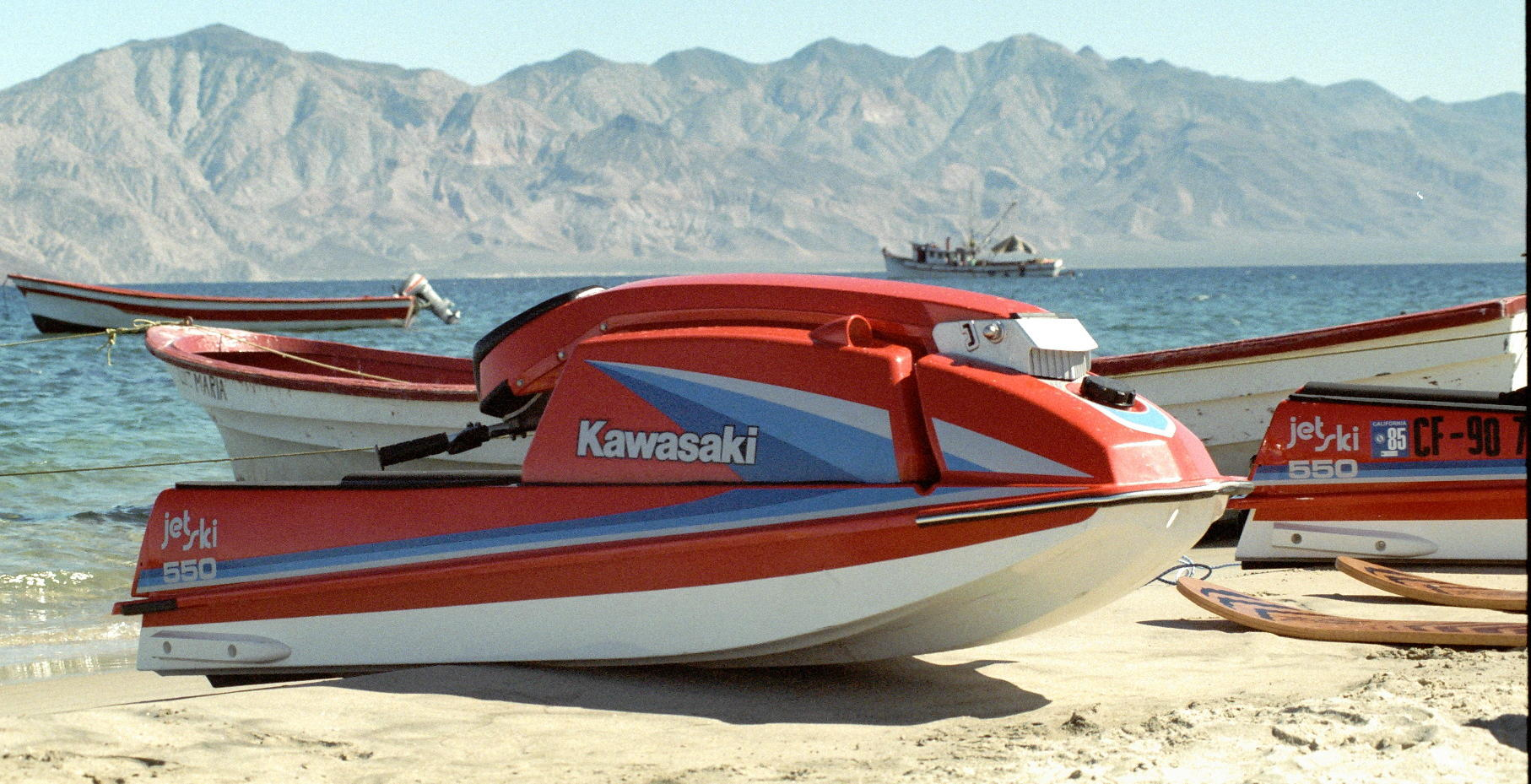
Kawasaki 550 Jetski aus 1985

### Jetski
Jetski oder auch Jet-Ski ist der geschützte Markenname eines Wasserfahrzeugs, das von Kawasaki Heavy Industries, hergestellt wird. Der Begriff wird oft allgemein verwendet, um sich auf jede Art von Wassermotorrad zu beziehen.

### Motorräder

Das Kawasaki Logo „River Mark“ der Motorradsparte

→ Kategorie: Kawasaki-Kraftrad
Zum 1. Januar 2025 waren in Deutschland 381.836 Kawasaki-Krafträder zum Straßenverkehr zugelassen, was einem Anteil von 7,5 Prozent entspricht.
Zurzeit (2024) vertreibt Kawasaki in Deutschland Modelle mit folgenden Motoren:
| Bauart | Hubraum  | Supersport                   | Naked Bike                  | Cruiser/Retro        | Sporttourer     | Reiseenduros  | Enduro   | Motocross | Bemerkung       |
| ------ | -------- | ---------------------------- | --------------------------- | -------------------- | --------------- | ------------- | -------- | --------- | --------------- |
| R4     | 1043 cm³ |                              |                             |                      | - Ninja 1000 SX | - Versys 1000 |          |           |                 |
| R4     | 998 cm³  | - Ninja H2 - Ninja ZX-10R    | - Z H2                      |                      | - Ninja H2 SX   |               |          |           |                 |
| R4     | 948 cm³  |                              | - Z 900                     | - Z 900 RS           |                 |               |          |           |                 |
| R2     | 773 cm³  |                              |                             | - W 800              |                 |               |          |           | luftgekühlt     |
| R4     | 636 cm³  | - Ninja ZX-6R                |                             |                      |                 |               |          |           |                 |
| R2     | 649 cm³  | - Ninja 650 - Ninja 7 Hybrid | - Z 650                     | - Vulcan S - Z650 RS | - Ninja 650     | - Versys 650  |          |           |                 |
| R2     | 449 cm³  |                              |                             |                      |                 |               | - KX450X | - KX450   |                 |
| R2     | 451 cm³  | - Ninja 500                  | - Z 7 Hybrid - Z 500 MY2024 | - Eliminator 500     |                 |               |          |           | A2-Führerschein |
| R4     | 399 cm³  | - Ninja ZX-4RR               |                             |                      |                 |               |          |           |                 |
| R2     | 249 cm³  |                              |                             |                      |                 |               | - KX250X | - KX250   |                 |
| R2     | 233 cm³  |                              |                             | - W230 - Meguro S1   |                 |               |          |           | A2-Führerschein |
| R1     | 125 cm³  | - Ninja e-1 - Ninja 125      | - Z e-1 - Z 125             |                      |                 |               |          |           | A1-Führerschein |
| R1     | 84 cm³   |                              |                             |                      |                 |               |          | - KX85    |                 |
| R1     | 64 cm³   |                              |                             |                      |                 |               |          | - KX65    |                 |

### Motorroller

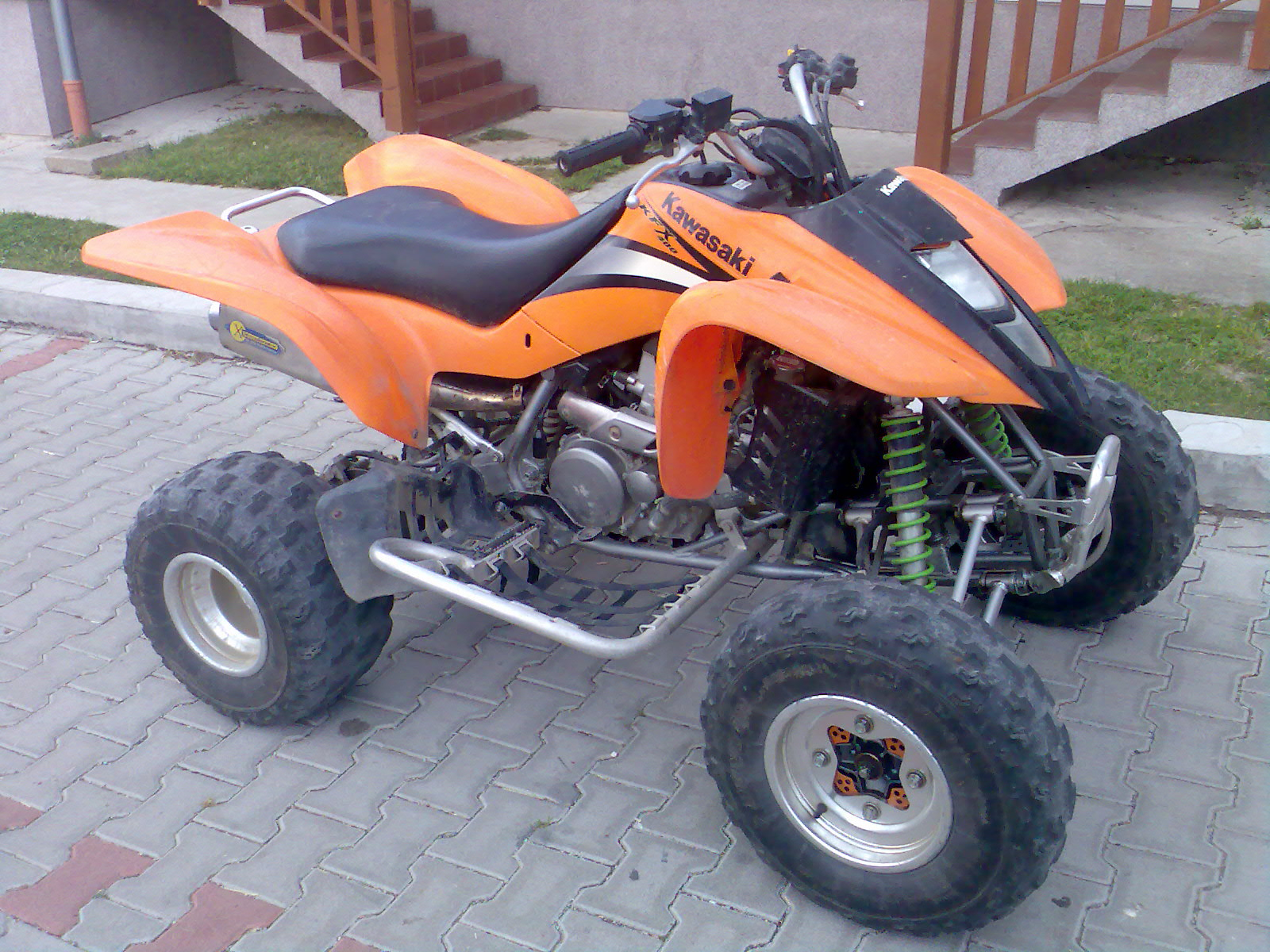
Kawasaki KFX 400 aus ca. 2005

- J 300 (Baugleich mit Kymco Downtown 300i)
- J 125 (Baugleich mit Kymco Downtown 125)

### Quads und ATV

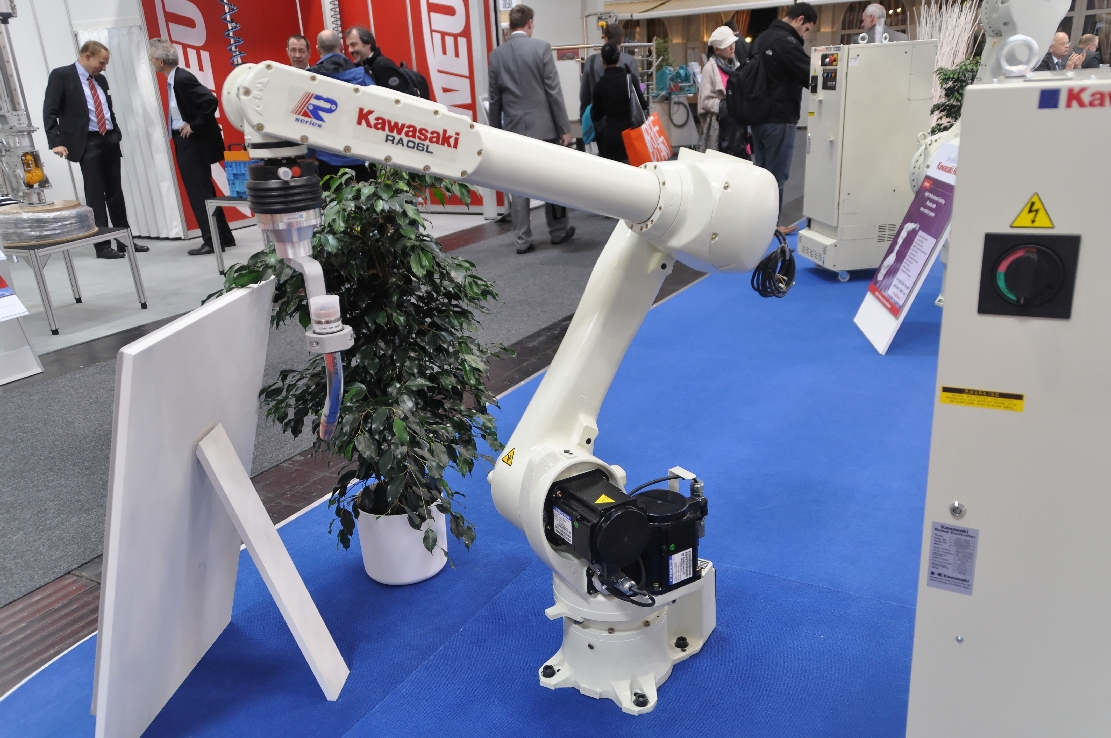
Roboter von Kawasaki auf der Hannover Messe 2012

- KFX-Baureihe
  - KFX 400 (Auslaufmodell baugleich mit Suzuki LTZ 400)
  - KFX 450 R (ausschließlich von Kawasaki entwickelt)
  - KFX 700
- KVF-Baureihe
  - KVF 650 verschiedene Modelle mit Allradantrieb und Einzelradaufhängung hinten als auch vorne
  - KVF 750 verschiedene Modelle (mit und ohne Servolenkung)

Des Weiteren gibt es verschiedene sogenannte Side-by-Side Fahrzeuge mit bis zu 750 cm³ und teilweise Dieselmotoren.

### Roboter
Das Tochterunternehmen Kawasaki Robotics stellt Industrieroboter her.

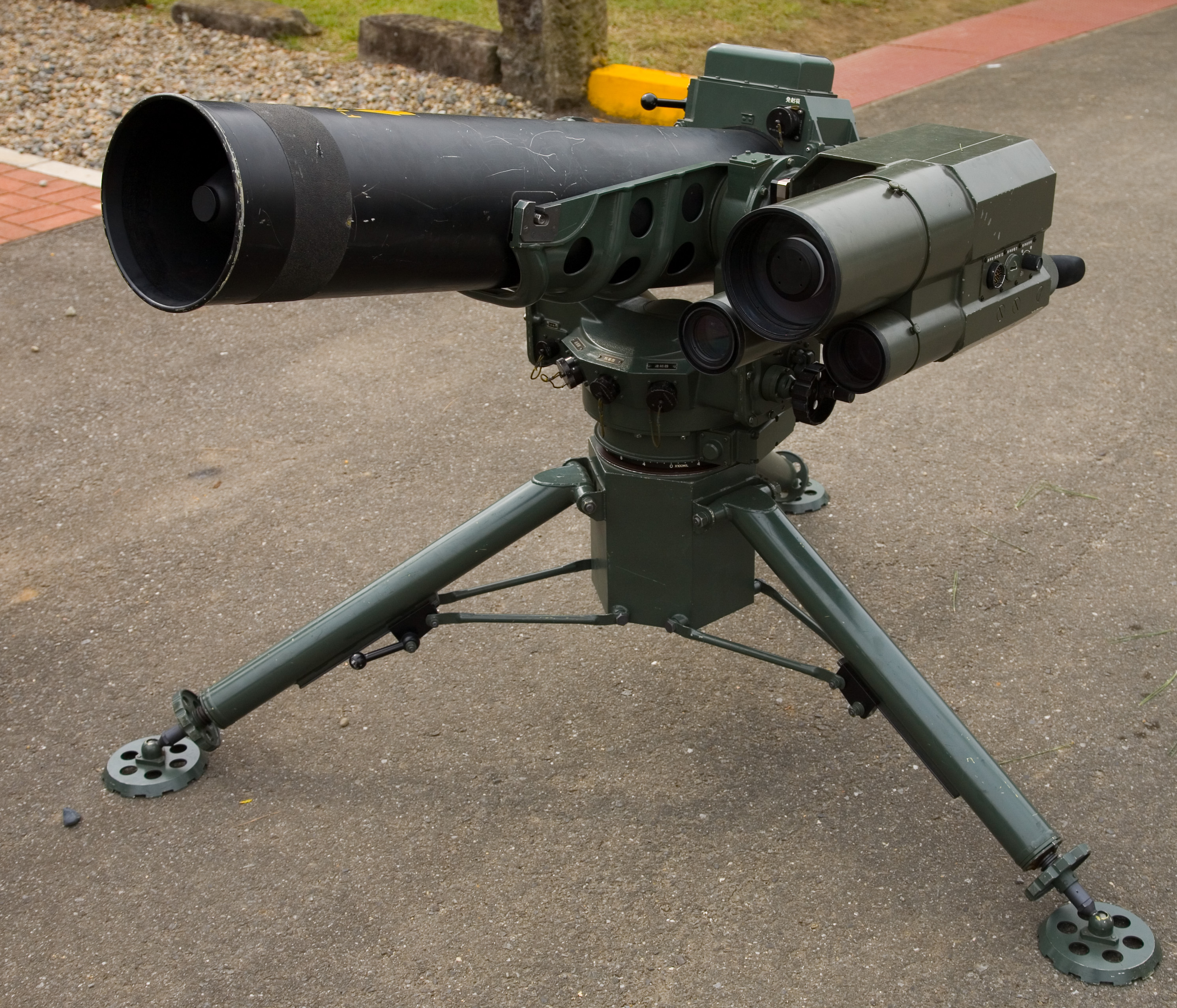
Typ 79 Jyu-MAT Panzerabwehrlenkwaffe von Kawasaki Heavy Industries

### Rüstungsgüter
→ Kategorie: Kawasaki (Rüstungsgüter)
- Typ 64 MAT

- Typ 79 Jyu-MAT

- Typ 87 Chu-MAT

- Typ 96 Multi-Purpose Missile System

- Typ 01 LMAT

- Shin Chu-MAT

### Schienenfahrzeuge

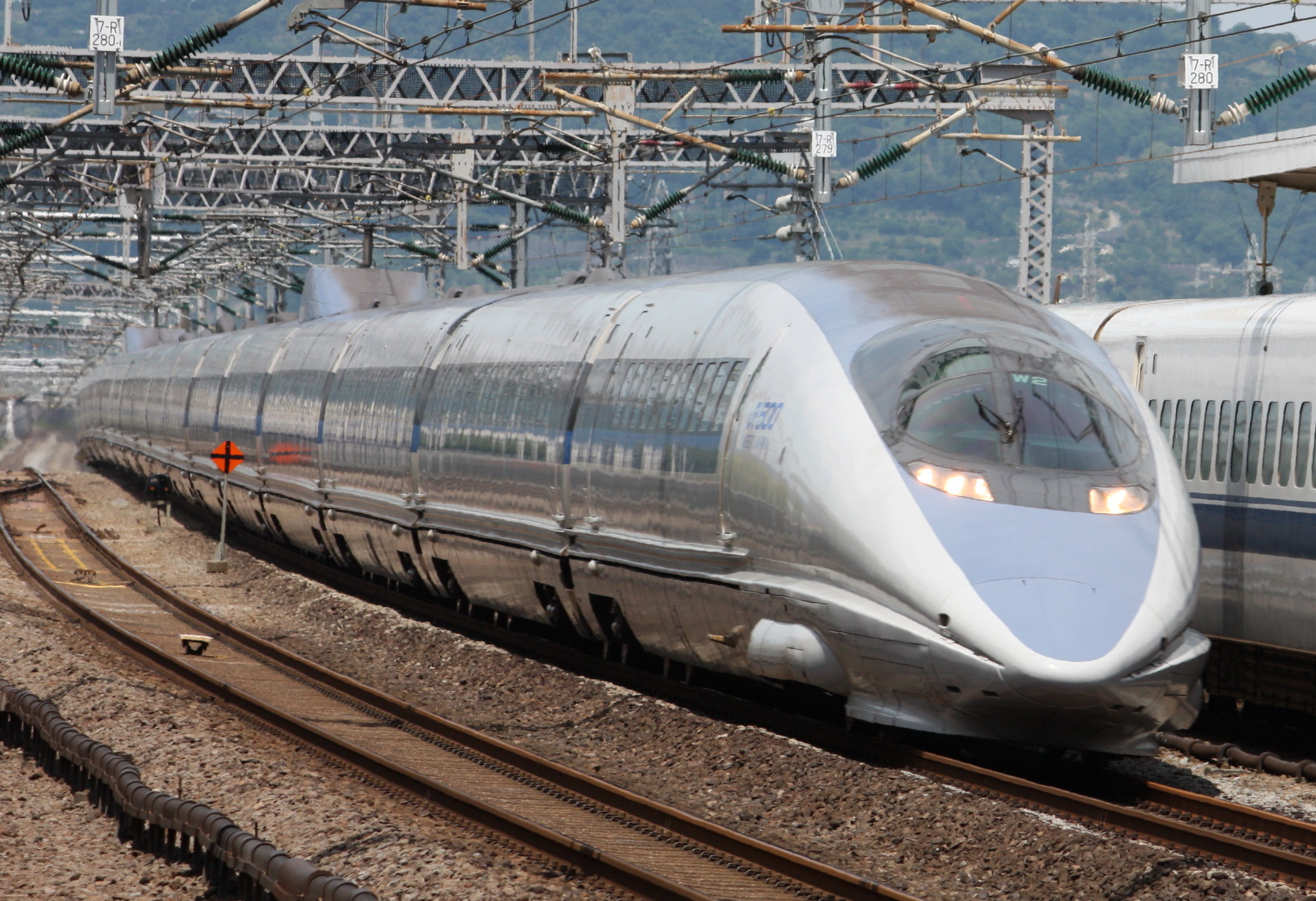
Zug aus der Baureihe Shinkansen 500

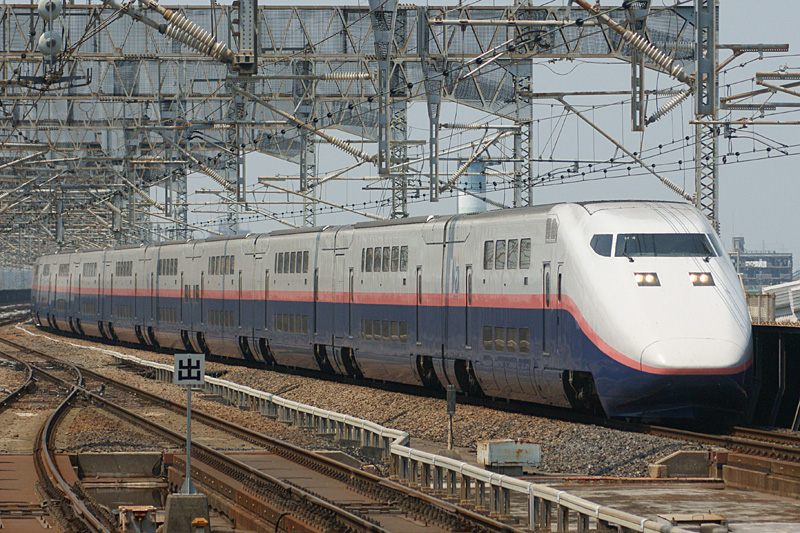
Baureihe E1 am Bahnhof Ōmiya

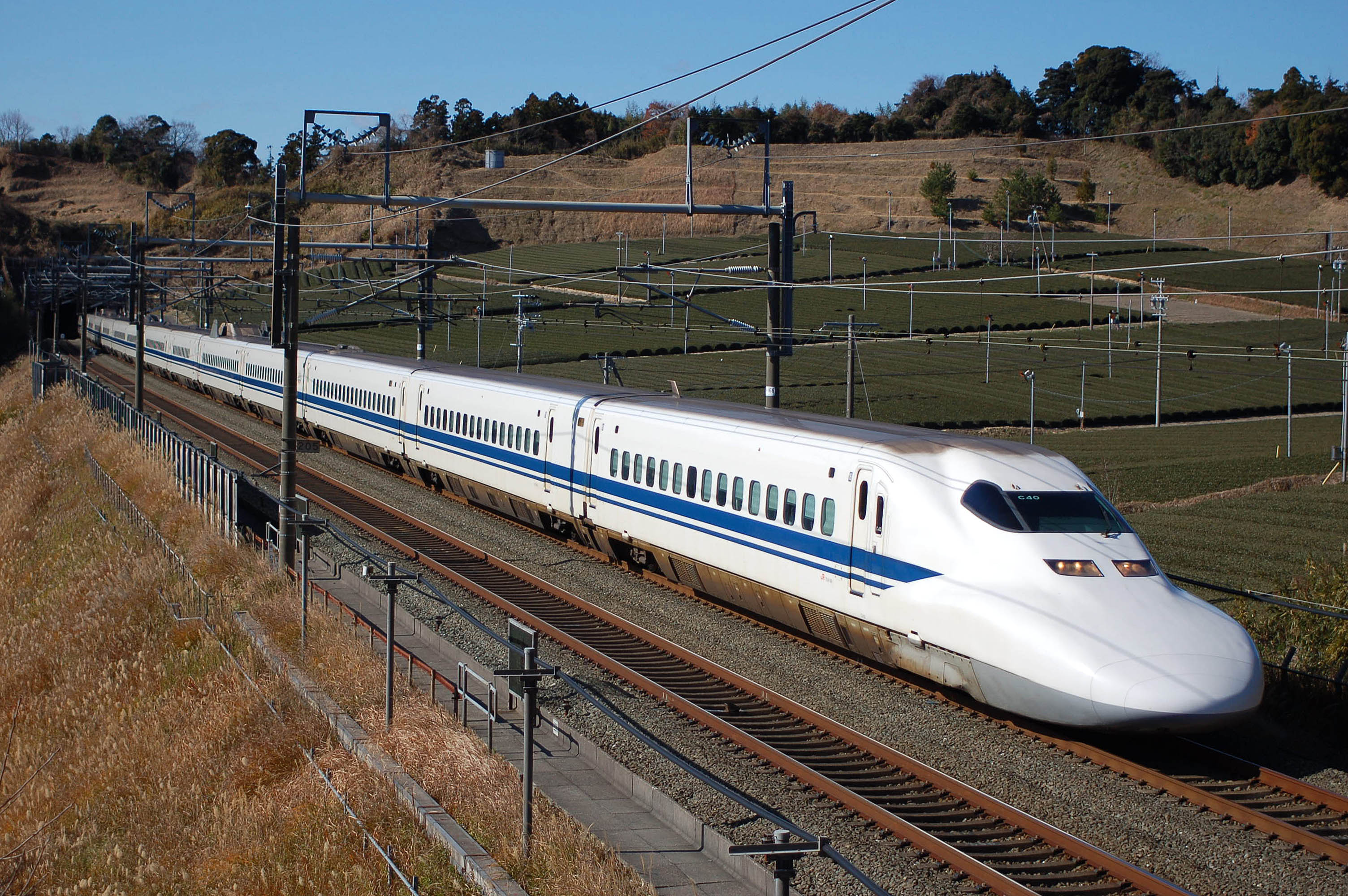
Baureihe Shinkansen 700 aus 2008

→ Kategorie: Schienenfahrzeug (Kawasaki)

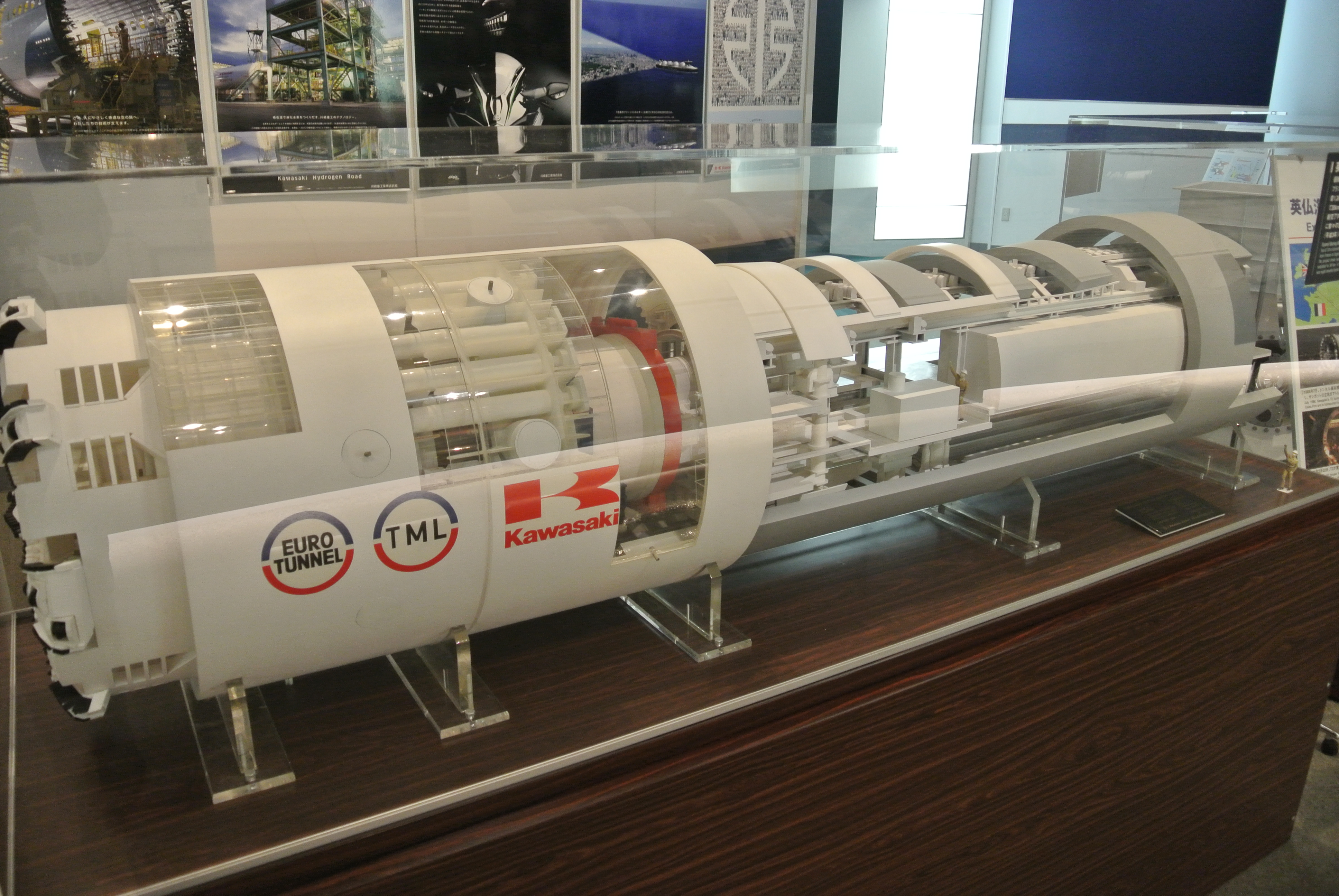
Eine Tunnelbohrmaschine im Maßstab 1:20

| Model                                                 |
| ----------------------------------------------------- |
| CRH2                                                  |
| FASTECH 360                                           |
| Shinkansen-Baureihe E954                              |
| JGR-Klasse ED42                                       |
| JNR-Baureihe 113                                      |
| JNR-Baureihe 211                                      |
| JNR-Klasse 115                                        |
| JNR-Klasse 151                                        |
| JNR-Klasse 9600                                       |
| JNR-Klasse C57                                        |
| JNR-Klasse C62                                        |
| JNR-Klasse D51                                        |
| JNR-Klasse EF63                                       |
| JNR-Klasse EF66                                       |
| JR-Freight-Baureihe EF65                              |
| JR-Freight-Baureihe EF210                             |
| JR-Freight-Klasse M250                                |
| Kawasaki Heavy Industries & CRRC Qingdao Sifang C151C |
| Kikan Kahen Densha                                    |
| Odakyū-Baureihe 3000 SE                               |
| Sentetsu-Puri-Klasse                                  |
| Shinkansen-Baureihe E955                              |
| Shinkansen-Baureihe 0                                 |
| Shinkansen-Baureihe 100                               |
| Shinkansen-Baureihe 1000                              |
| Shinkansen-Baureihe 200                               |
| Shinkansen-Baureihe 300                               |
| Shinkansen-Baureihe 400                               |
| Shinkansen-Baureihe 500                               |
| Shinkansen-Baureihe 500-900                           |
| Shinkansen-Baureihe 700                               |
| Shinkansen-Baureihe 951                               |
| Shinkansen-Baureihe 952                               |
| Shinkansen-Baureihe 953                               |
| Shinkansen-Baureihe E1                                |
| Shinkansen-Baureihe E2                                |
| Shinkansen-Baureihe E3                                |
| Shinkansen-Baureihe E4                                |
| Shinkansen-Baureihe E5                                |
| Shinkansen-Baureihe E6                                |
| Shinkansen-Baureihe E7                                |
| Shinkansen-Baureihe E8                                |
| Shinkansen-Baureihe H5                                |
| Shinkansen-Baureihe N700                              |
| Shinkansen-Baureihe W7                                |

### Tunnelvortriebsmaschinen
Kawasaki stellt sowohl Tunnelbohrmaschinen als auch Schildmaschinen her.

### Wasserfahrzeuge
Die Produktion von Wasserfahrzeugen wird hauptsächlich von dem Tochterunternehmen K-Line übernommen.
→ Kategorie: Kawasaki (Wasserfahrzeug)

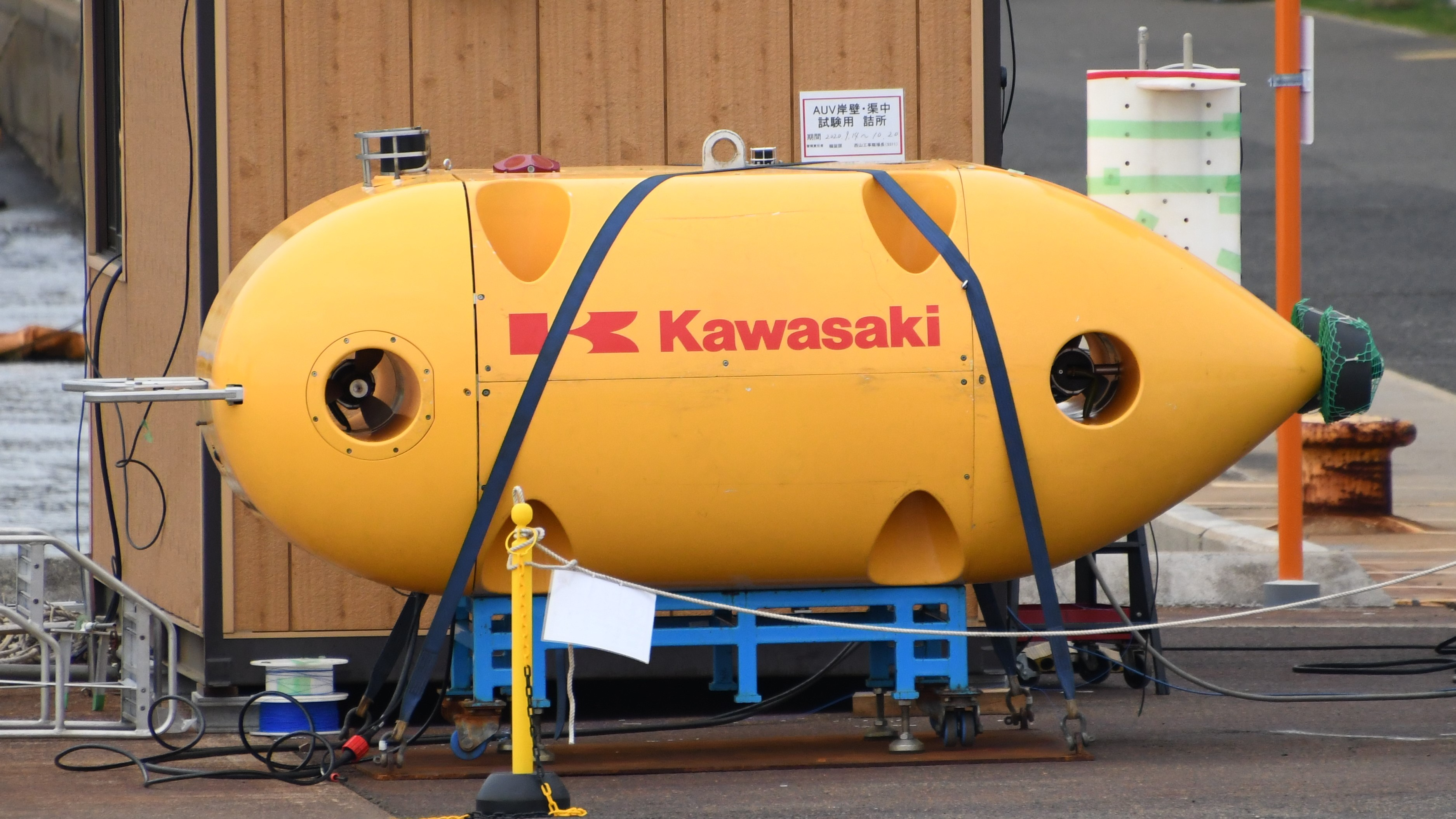
Prototyp von SPICE 2020

#### Autonomes Unterwasserfahrzeug
- SPICE (AUV)

#### LNG-Flüssiggastanker

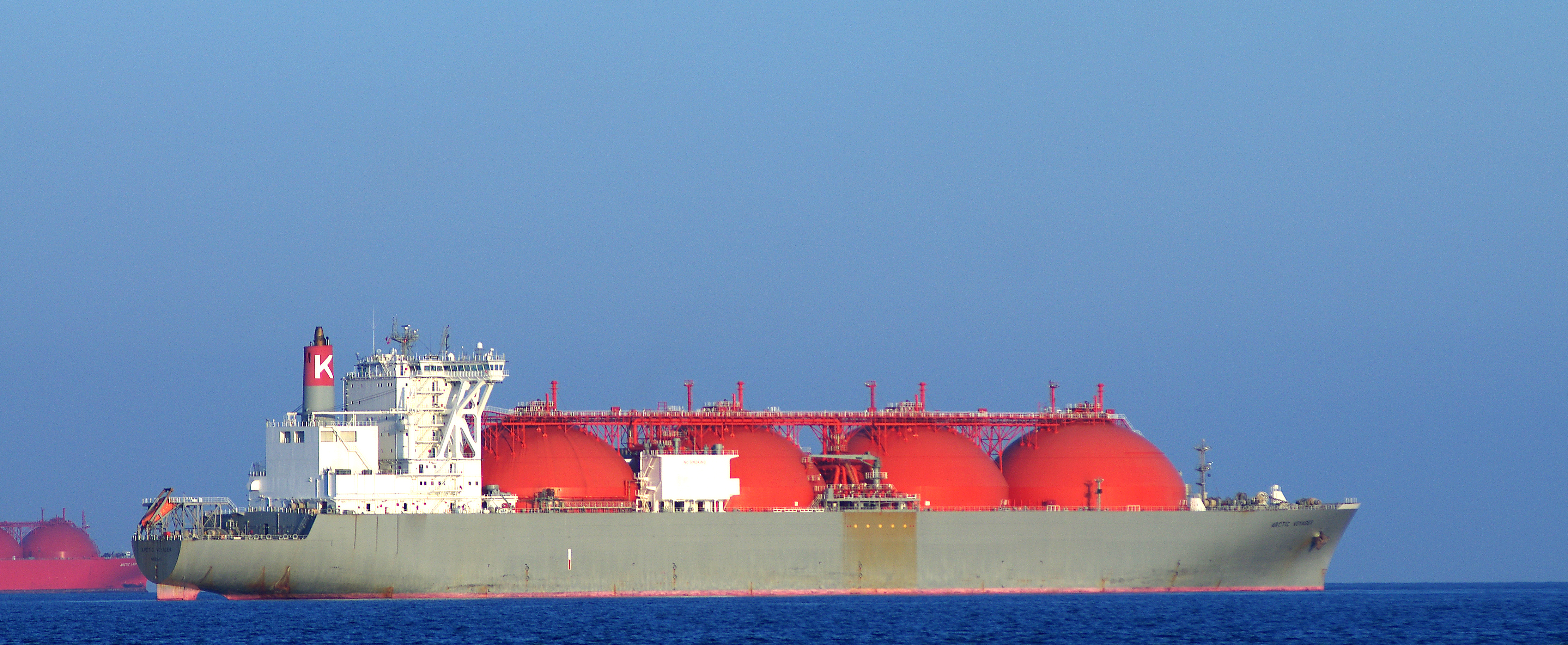
LNG-Flüssiggastanker Arctic Voyager

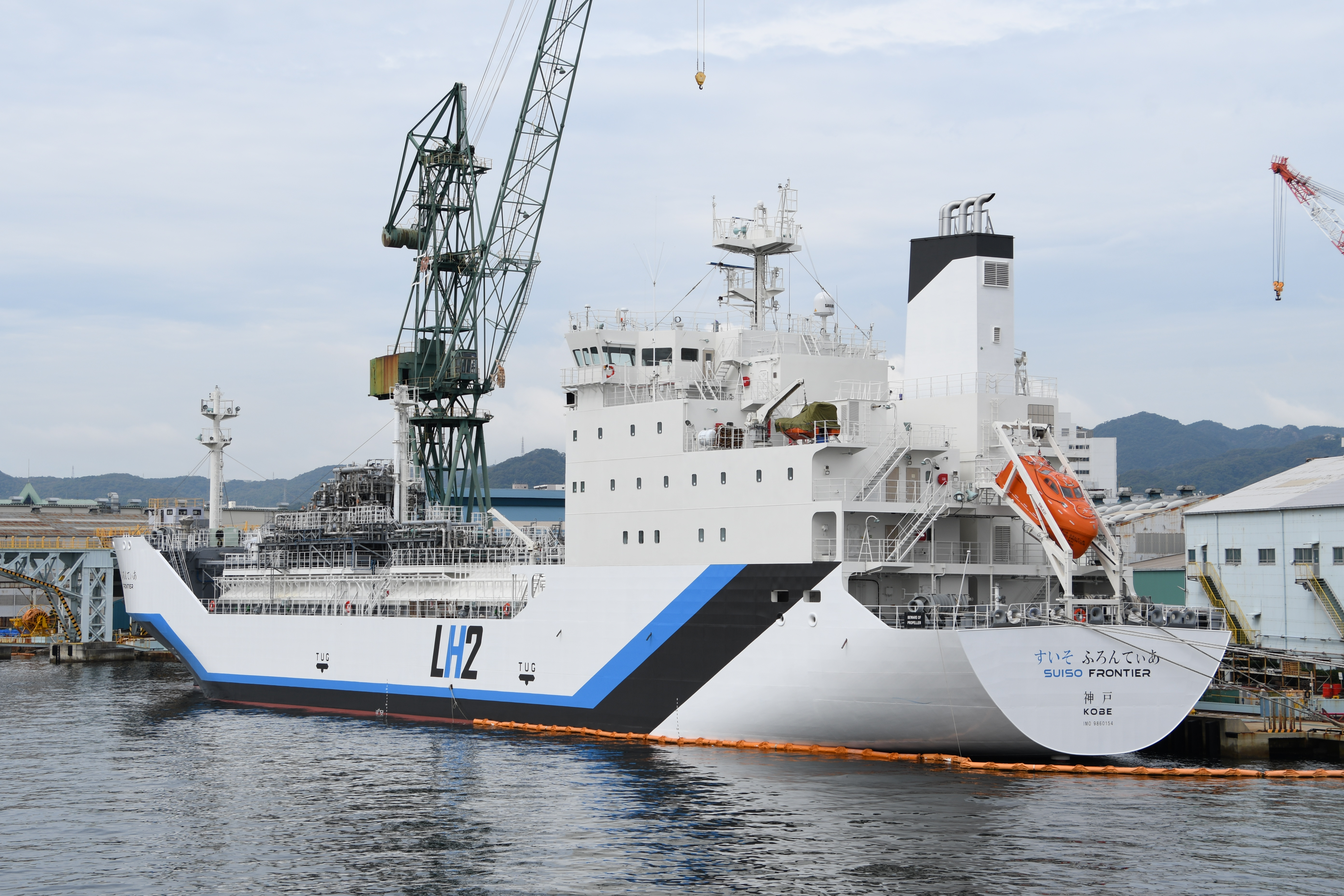
Suiso Frontier in Kobe im Jahr 2020

- Energy Progress
- Arctic Discoverer
- Arctic Voyager[17]
- LNG Dream
- Nizwa LNG
- Lalla Fatma N'Soumer
- Sun Arrows
- Shinju Maru NO.1

#### LPG-Flüssiggastanker
- Suiso Frontier

#### Öltanker
- SS Golar Patricia
- Otowasan
- Tamagawa
- BORO-Frachter
- Shinkoku Maru

#### Flugzeugträger

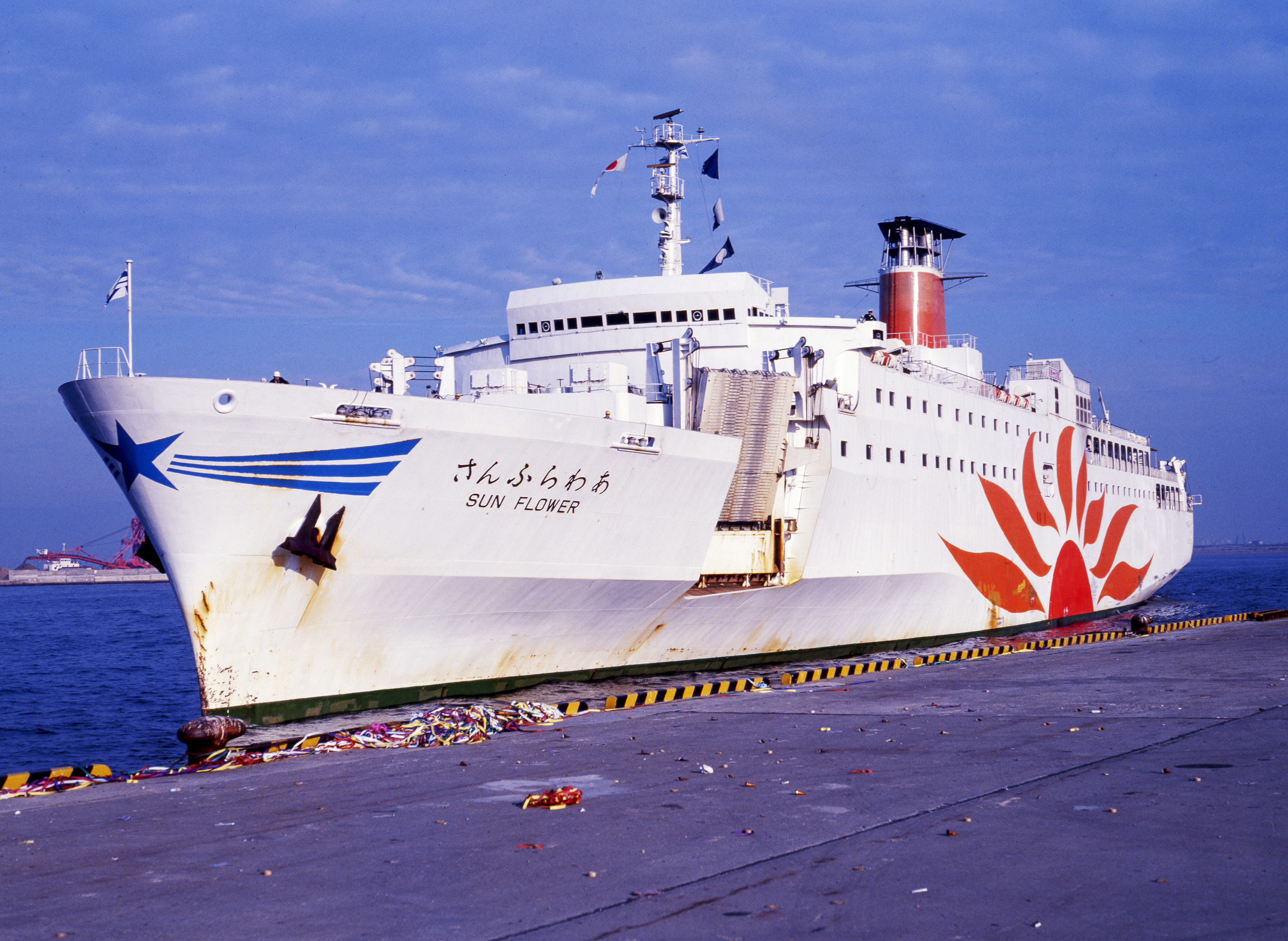
Die Sun Flower im Jahr 1978

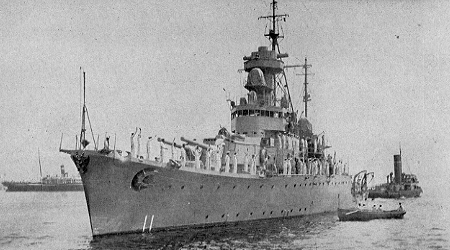
HTMS Thonburi in Yokohama 1938

- Hiyō
- Kaga (Schiff, 1928)
- Mizuhō (Schiff, 1939)
- Shimane Maru
- Taihō (Schiff)
- Zuikaku

#### Schiffe

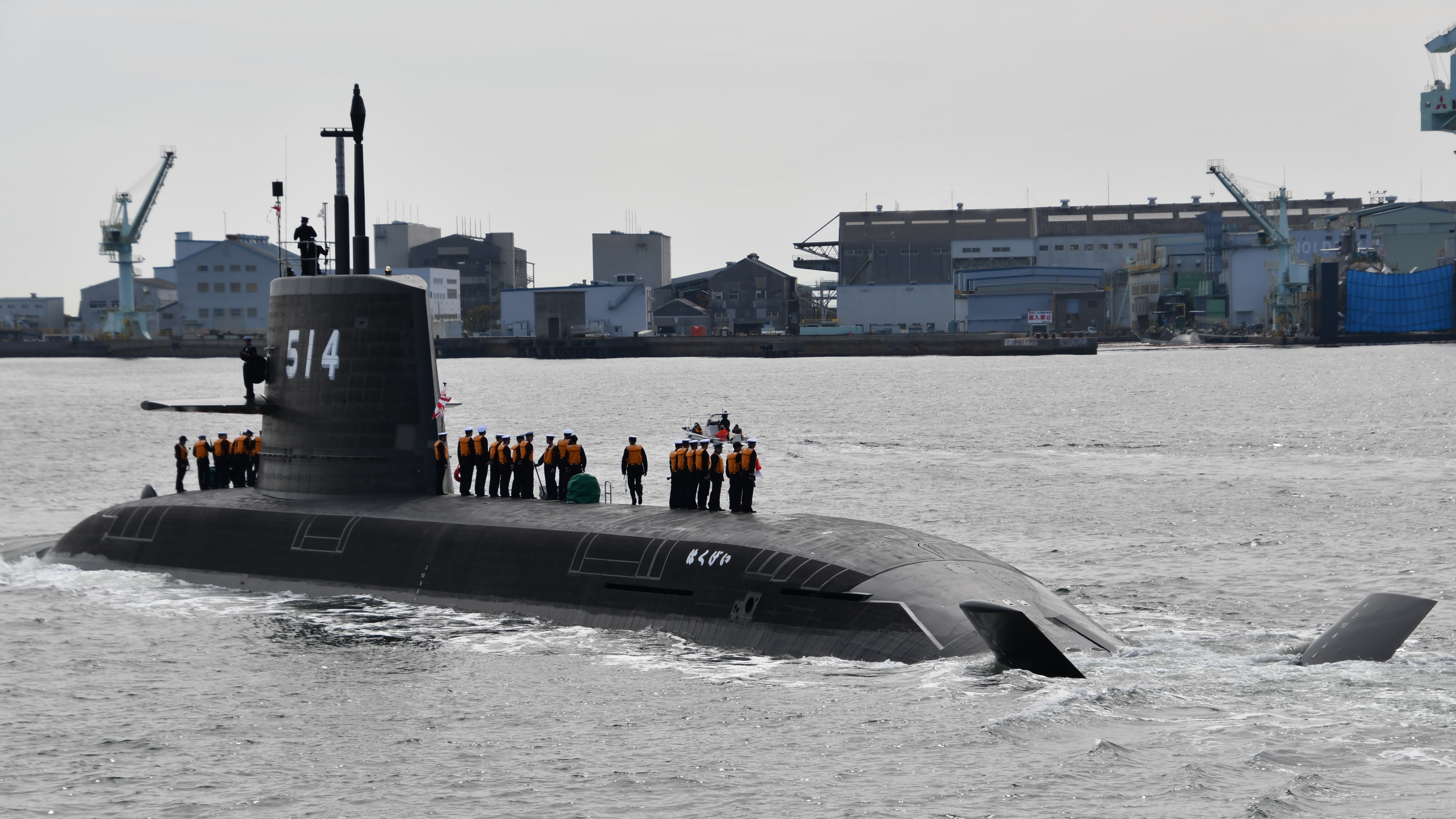
Die JS Hakugei (SS-514, teil der Taigei-Klasse) im Hafen von Kōbe im März 2023

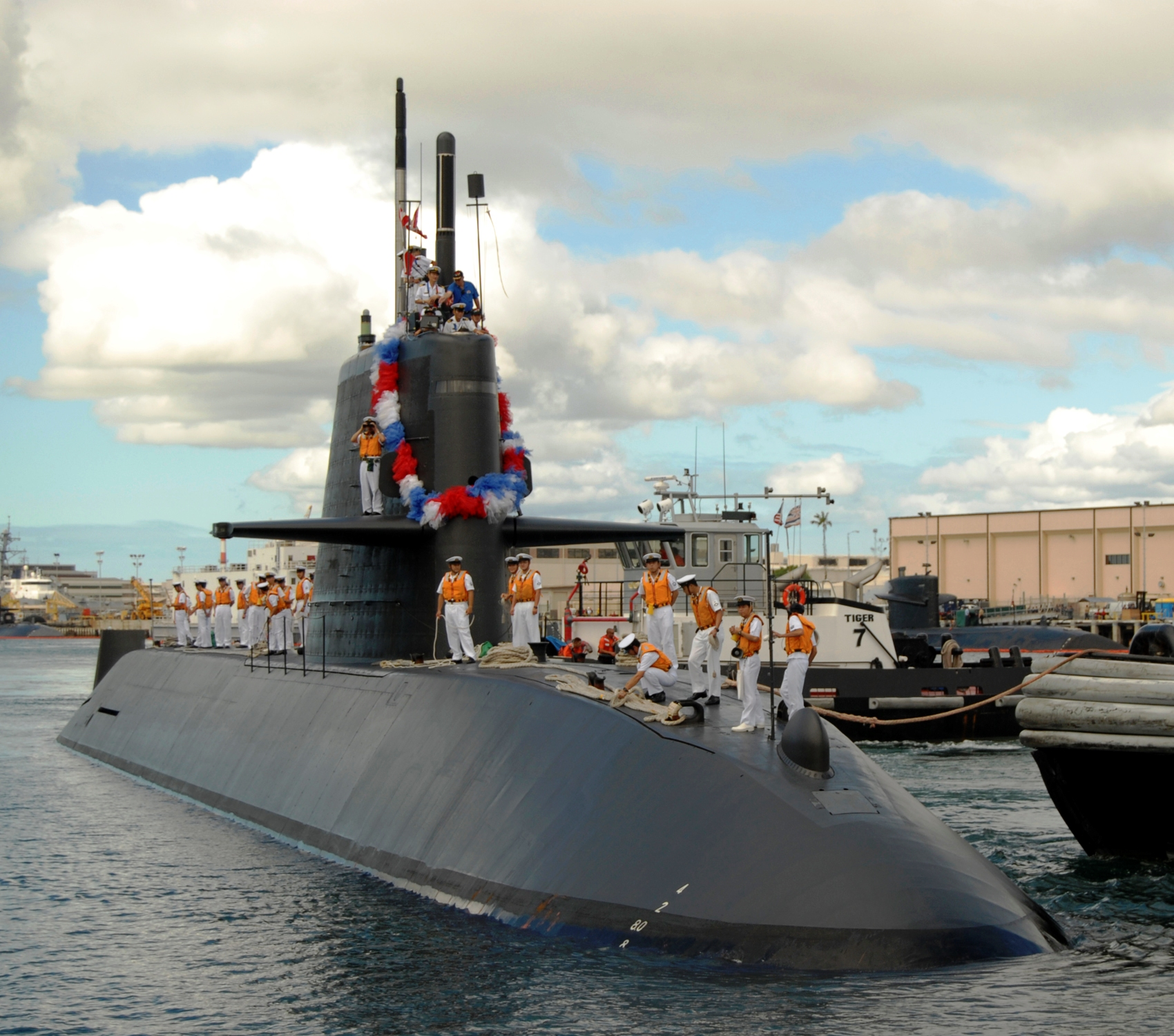
JS Yaeshio in Pearl Harbor für eine jährliche Trainingsübung, 2009

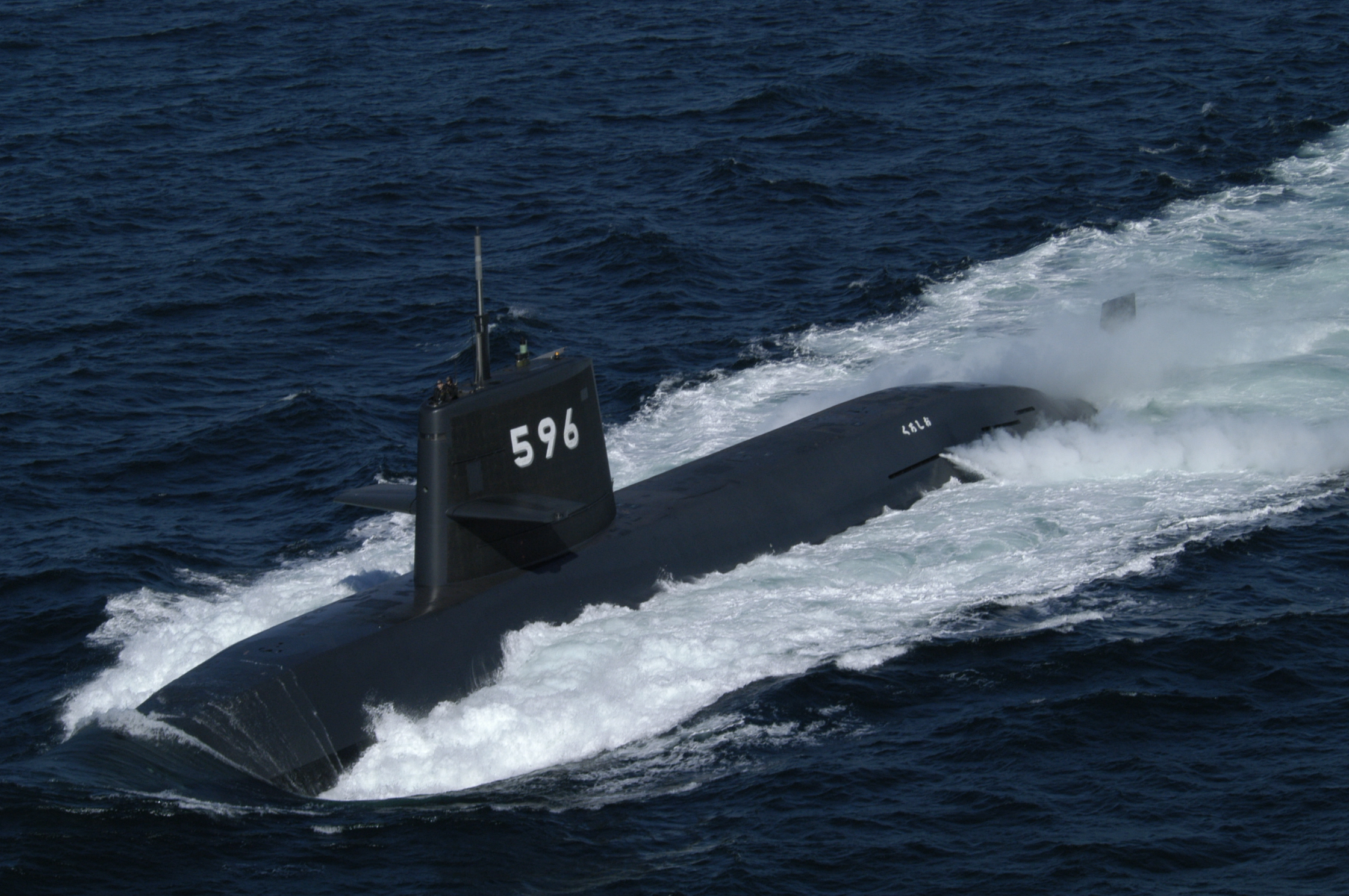
JS Kuroshio

| Model                      | Produktionsjahr |
| -------------------------- | --------------- |
| Akitsushima (Schiff, 1942) | 1942            |
| Ashigara (Schiff, 1929)    | 1929            |
| Hatsukaze                  | 1937            |
| Ise (Schiff, 1917)         | 1917            |
| Jintsū (Schiff, 1925)      | 1925            |
| Kako (Schiff)              | 1925            |
| Kinugasa (Schiff)          | 1926            |
| Kumano (Schiff, 1937)      | 1937            |
| Maya (Schiff, 1932)        | 1932            |
| Nippon Maru (Schiff, 1936) | 1936            |
| Notoro (Schiff)            | 1920            |
| Ōi (Schiff, 1921)          | 1921            |
| Raifuku Maru               | 1918            |
| San Francisco Maru         | 1919            |
| Sunflower (Schiff)         | 1972            |
| Sunflower 2                | 1972            |
| Thonburi (Schiff)          | 1936            |

#### U-Boote
| Model | Produktionsjahr |
| --- | --------------- |
| AM-Klasse | 1943            |
| I-1 | 1924            |
| I-8 | 1937            |
| Kiraisen-Klasse | 1926            |
| Kawasaki Ha-101 |                 |
| Kawasaki Ha-102 |                 |
| Kawasaki Ha-103 |                 |
| Kawasaki Ha-104 |                 |
| Kawasaki Ha-106 |                 |
| Kawasaki Ha-108 |                 |
| Kawasaki Ro-1 |                 |
| Kawasaki Ro-2 |                 |
| Kawasaki Ro-3 |                 |
| Kawasaki Ro-4 |                 |
| Kawasaki Ro-5 |                 |
| Uzushio-Klasse | 1971–1996       |
| Yūshio-Klasse | 1980–1989       |
| Oyashio-Klasse [JS Kuroshio (SS-596), JS Mochisio (SS-600), JS Oyashio (SS-590), JS Uzushio (SS-592), JS Yaeshio (SS-598)] | 1994–2008       |
| Harushio-Klasse | 1990–2017       |
| Sōryū-Klasse | 2009–2021       |
| Taigei-Klasse [JS Hakugei (SS-514), JS Raigei (SS-516), SS-518]                                                            | ab 2020         |

### Weltraum

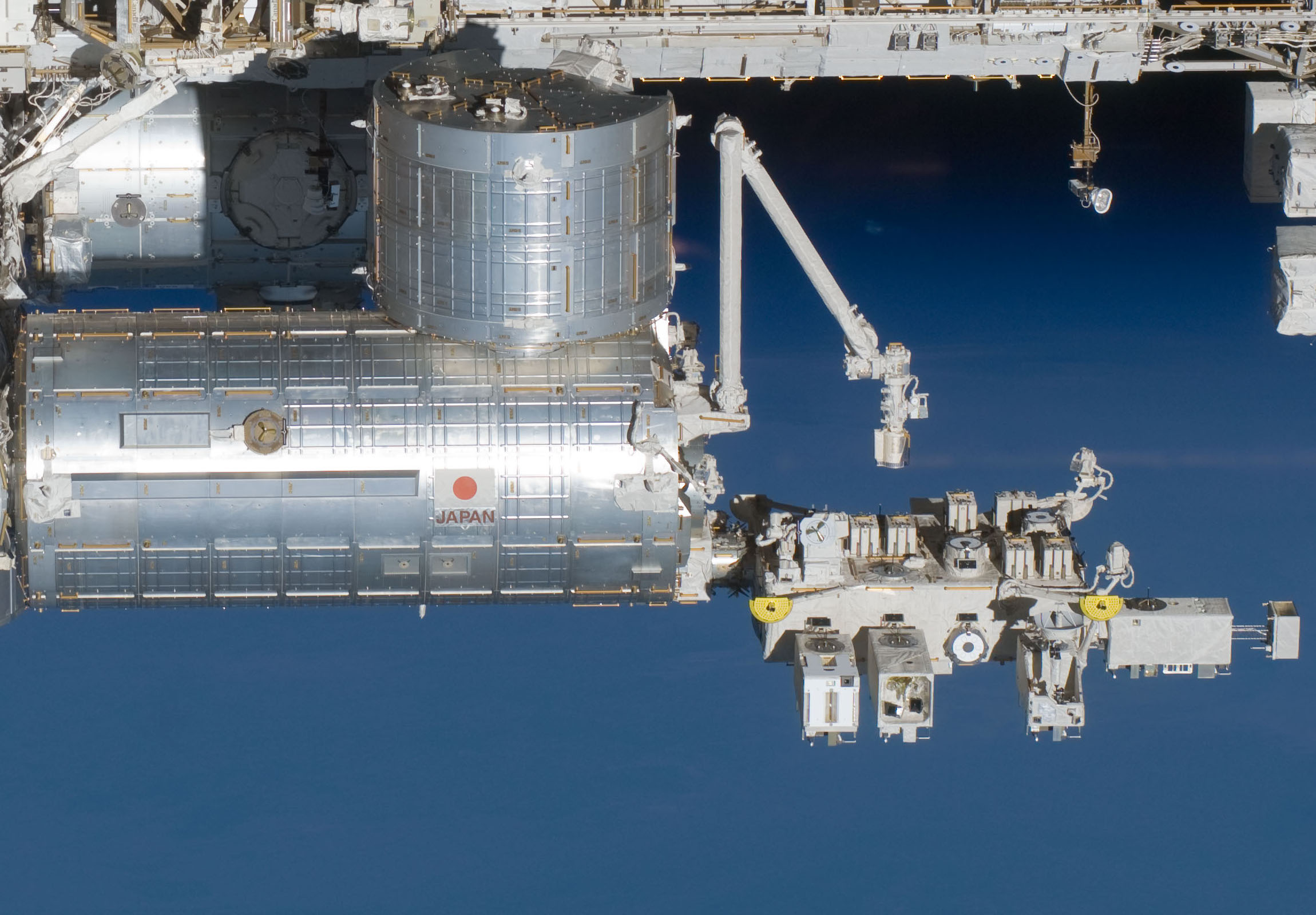
Kibō Modul der ISS

- Kawasaki Heavy Industries war an der Entwicklung des Kibō Moduls der Internationalen Raumstation (ISS) beteiligt.[18]
- Für die Entwicklung des Andockmechanismus, des Annäherungssensors und des Taskboards für den Engineering Test Satellite VII (ETS-VII) war Kawasaki Heavy Industries verantwortlich.[19]

## Rennsport

### Fahrerweltmeistertitel im Motorrad-Straßenrennsport
| 1969 | Dave Simmonds |

| 1978 | Kork Ballington |
| 1979 | Kork Ballington |
| 1980 | Toni Mang       |
| 1981 | Toni Mang       |

| 1978 | Kork Ballington |
| 1979 | Kork Ballington |
| 1981 | Toni Mang       |
| 1982 | Toni Mang       |

| 1993 | Scott Russell |
| 2013 | Tom Sykes     |
| 2015 | Jonathan Rea  |
| 2016 | Jonathan Rea  |
| 2017 | Jonathan Rea  |
| 2018 | Jonathan Rea  |
| 2019 | Jonathan Rea  |
| 2020 | Jonathan Rea  |

| 2001 | Andrew Pitt    |
| 2012 | Kenan Sofuoğlu |
| 2015 | Kenan Sofuoğlu |
| 2016 | Kenan Sofuoğlu |

### Konstrukteursweltmeistertitel im Motorrad-Straßenrennsport
- 125 cm³: 1969
- 250 cm³: 1978, 1979, 1980, 1981
- 350 cm³: 1978, 1979, 1981, 1982
- Superbike: 2015, 2016, 2017, 2018
- Supersport: 2012, 2013, 2015, 2016